# عين الصوانة (جبل لبنان)
عين الصوانة
 هي إحدى القرى اللبنانية من قرى قضاء جبيل في محافظة جبل لبنان.
تقع في أعالي جبيل ويتراوح ارتفاعها عن سطح البحر بين 1.050 و1.100 م. تمتاز بطبيعة جبلية جميلة و تعتبر هذه القرية من القرى الصغيرة في جبيل حيث معدل التنمية ما زال ضعيفًا حيث يرتبط اسمها بآل شقير المحترمين ما يقدر عددهم ب 1300 نسمة. كما ترتبط إداريًا ببلدة علمات حيث تجمعهما بلدية واحدة، لكن للصوانة مختار مستقل عن بلدة علمات.